# Гребень крыла

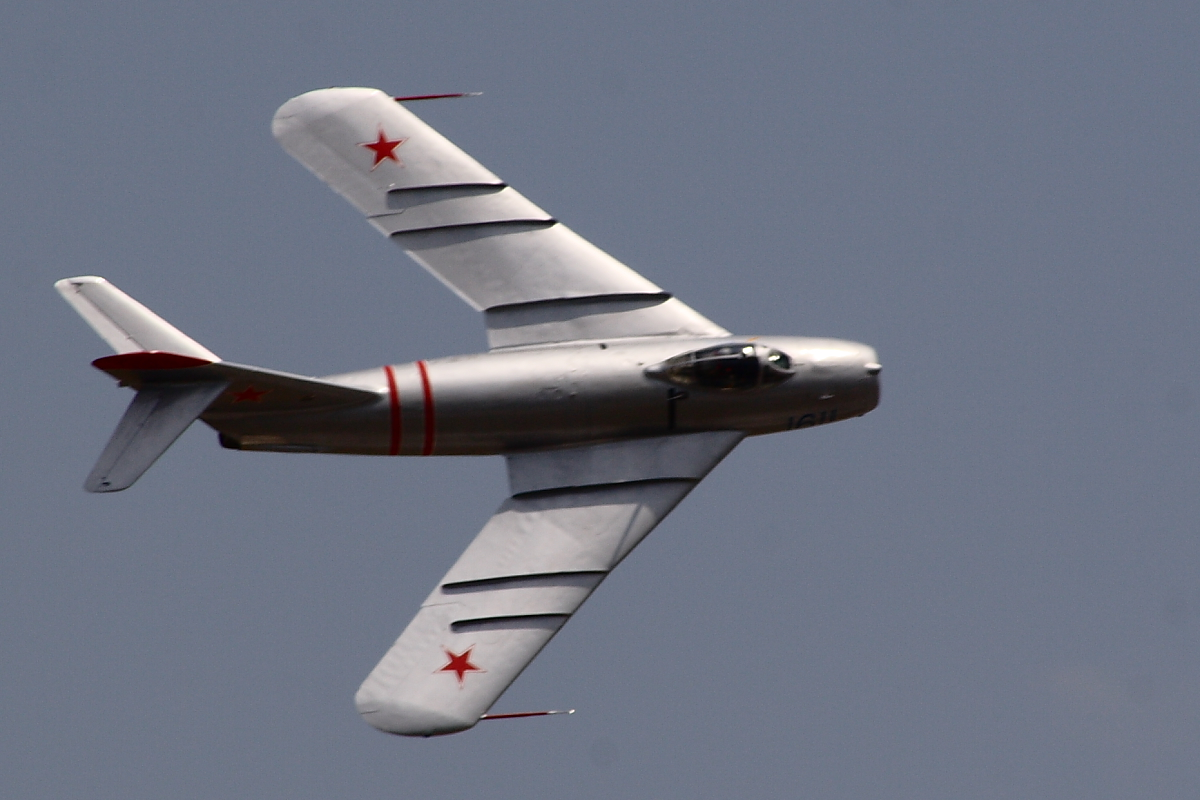
На МиГ-17 по 3 гребня на каждой консоли крыла

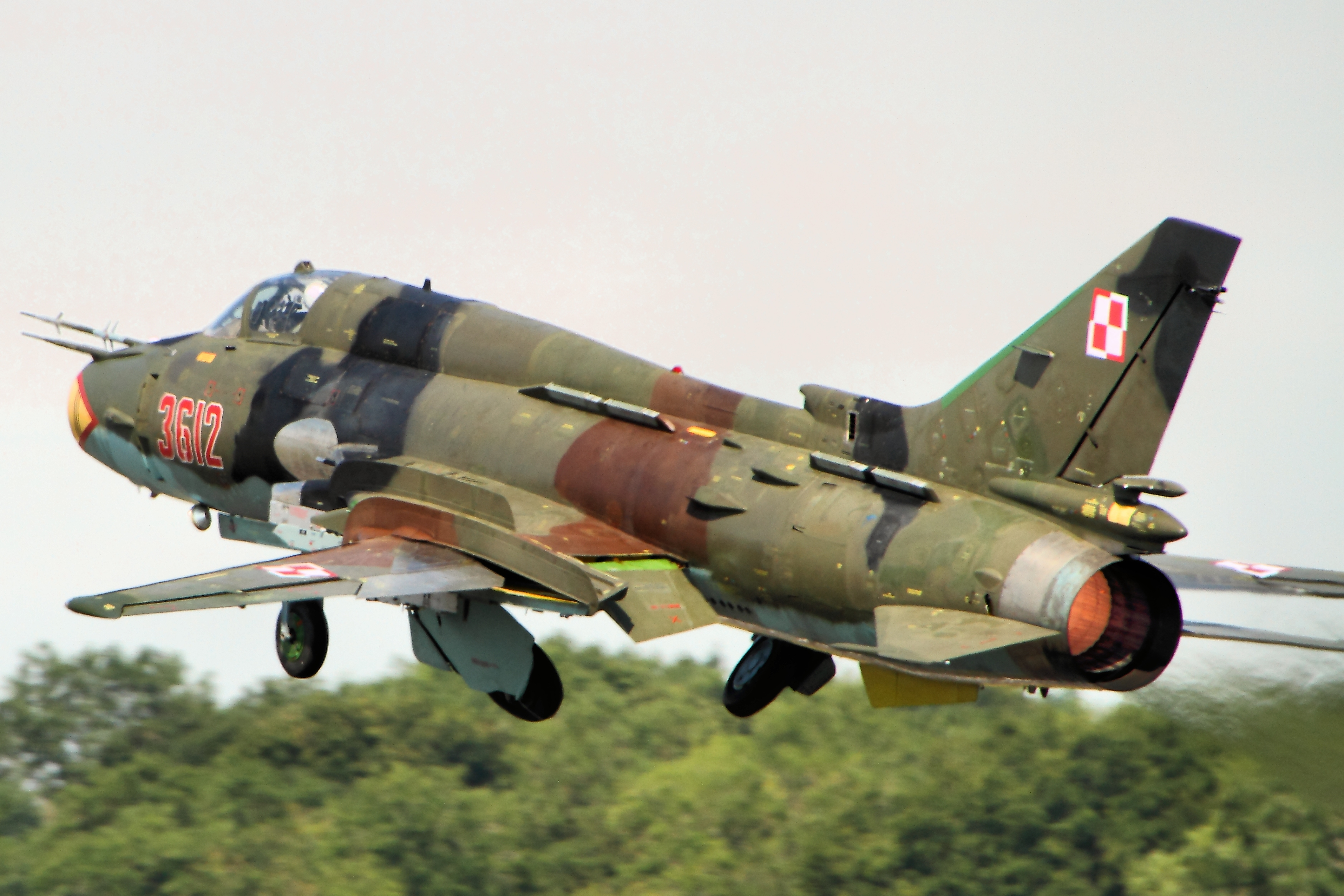
Система гребней разной высоты и длины на неподвижной части крыла Су-22 ВВС Польши. 2014 год

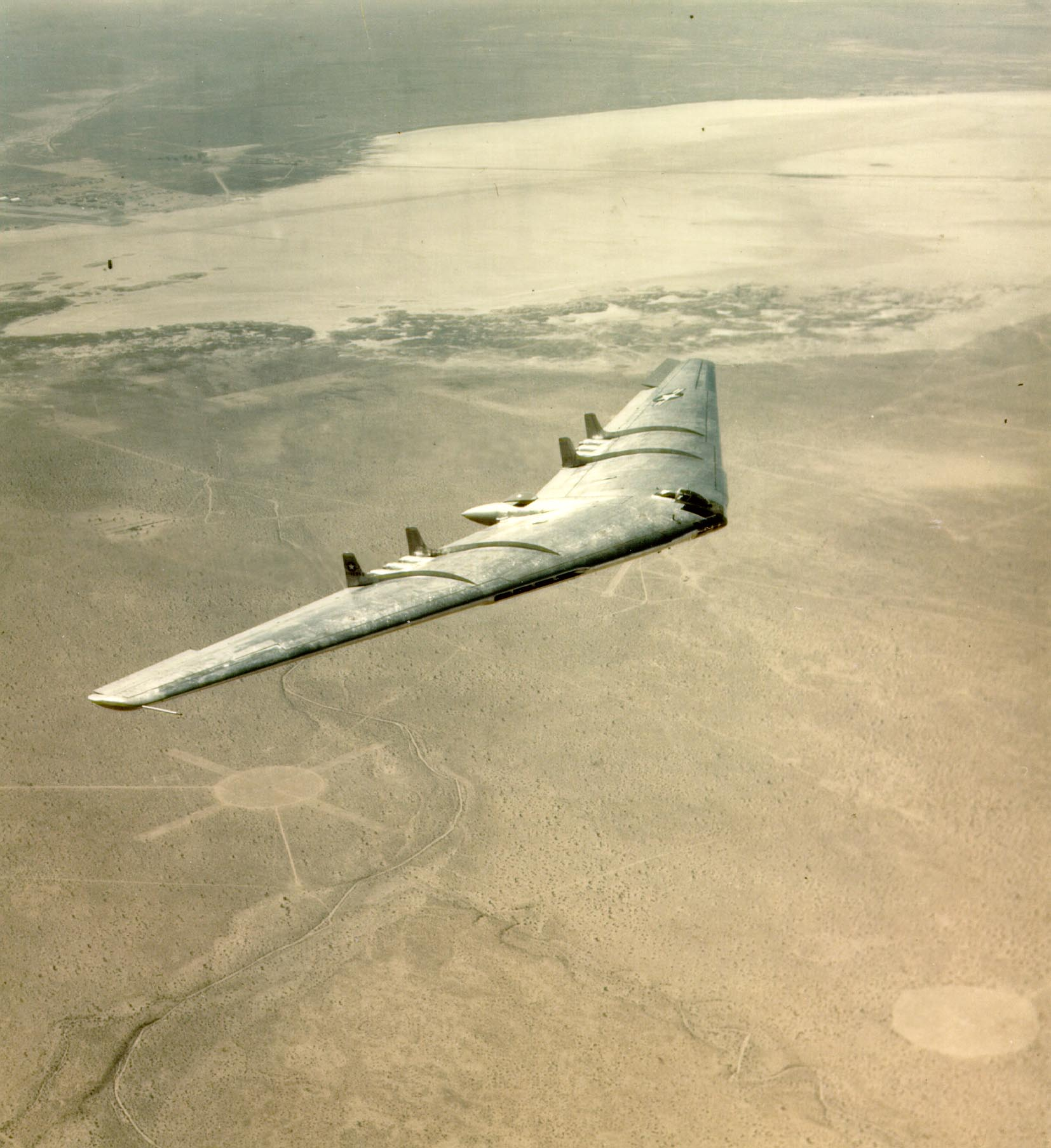
Northrop YB-49 самолёт — стреловидное летающее крыло с развитыми гребнями. Одно из первых внедрений гребней, 1947 год

Гре́бень крыла — вертикальная аэродинамическая поверхность сверху консоли крыла, для предотвращения распространения нарушений потока воздуха над крылом на больших углах атаки. Чаще всего гребни применяют на стреловидных крыльях, где они препятствуют перетеканию пограничного слоя потока вдоль консолей крыла в сторону его концов, затягивая начало концевого срыва потока.
Стреловидные крылья обеспечивают достижение высоких скоростей полёта, но в случае зарождения срыва потока на концах крыльев, которые находятся сзади, подъёмная сила там уменьшается и центр приложения этой силы переместится вперёд, создавая момент, увеличивающий угол атаки. Это очень опасная реакция самолёта на срыв потока над задней частью крыла – срывной подхват, который может привести к полной потере управляемости: угол атаки, лобовое сопротивление, площадь срыва потока растут, скорость самолёта и подъёмная сила уменьшаются.

## История
Впервые использовать аэродинамические гребни для управления пограничным слоем предложил немецкий аэродинамик исследователь Вольфганг Либе (Wolfgang Liebe). В 1938 году, исследуя штопор истребителя Messerschmitt Bf 109B, он запатентовал это изобретение.
Вскоре после Второй мировой войны, некоторые конструкторские бюро стали широко использовать аэродинамические гребни крыла, например: Ла-160, Northrop YB-49 Flying Wing, МиГ-15, McDonnell F-101, Су-7Б, Су-15, Ту-22М и другие. Особенно характерны гребни на многих советских самолётах со стреловидным крылом до конца 1960-х годов. Некоторые самолёты оснастили гребнями после расследования тяжёлых происшествий. Например, первый реактивный пассажирский самолёт de Havilland Comet.

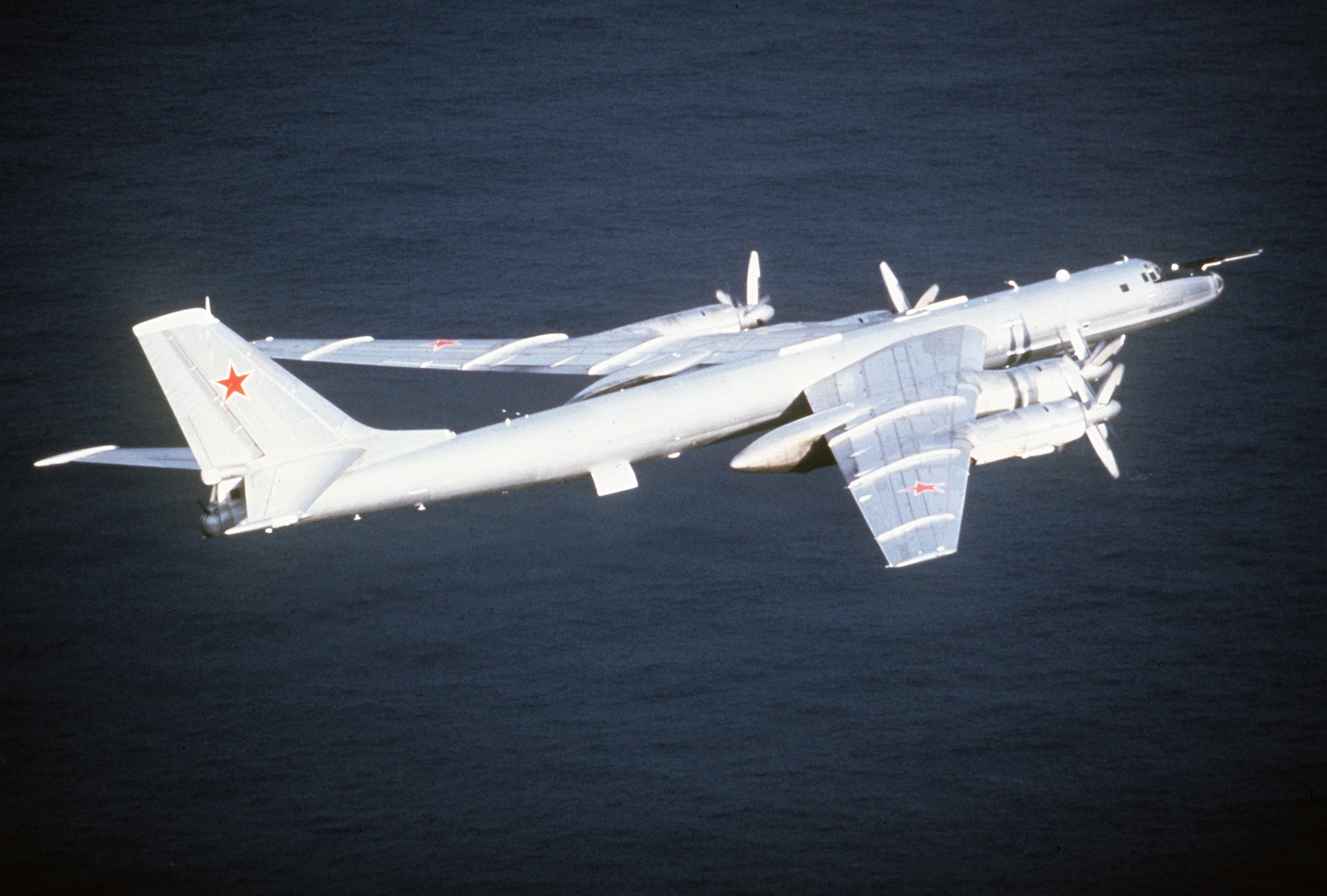
Базовый патрульный Ту-142 ВМФ СССР в 1986 году.

Со временем гребни почти повсеместно заменили другими способами управления движением пограничного слоя и развитием срыва потока воздуха над крылом: крутка крыла, турбулизаторы, вихрегенераторы, сдув и отсос пограничного слоя. Однако в недавнее время широко внедрены аэродинамические пластины для управления током пограничного слоя на гондолах двигателей и фюзеляже для снижения сопротивления и вибраций.

## См. также

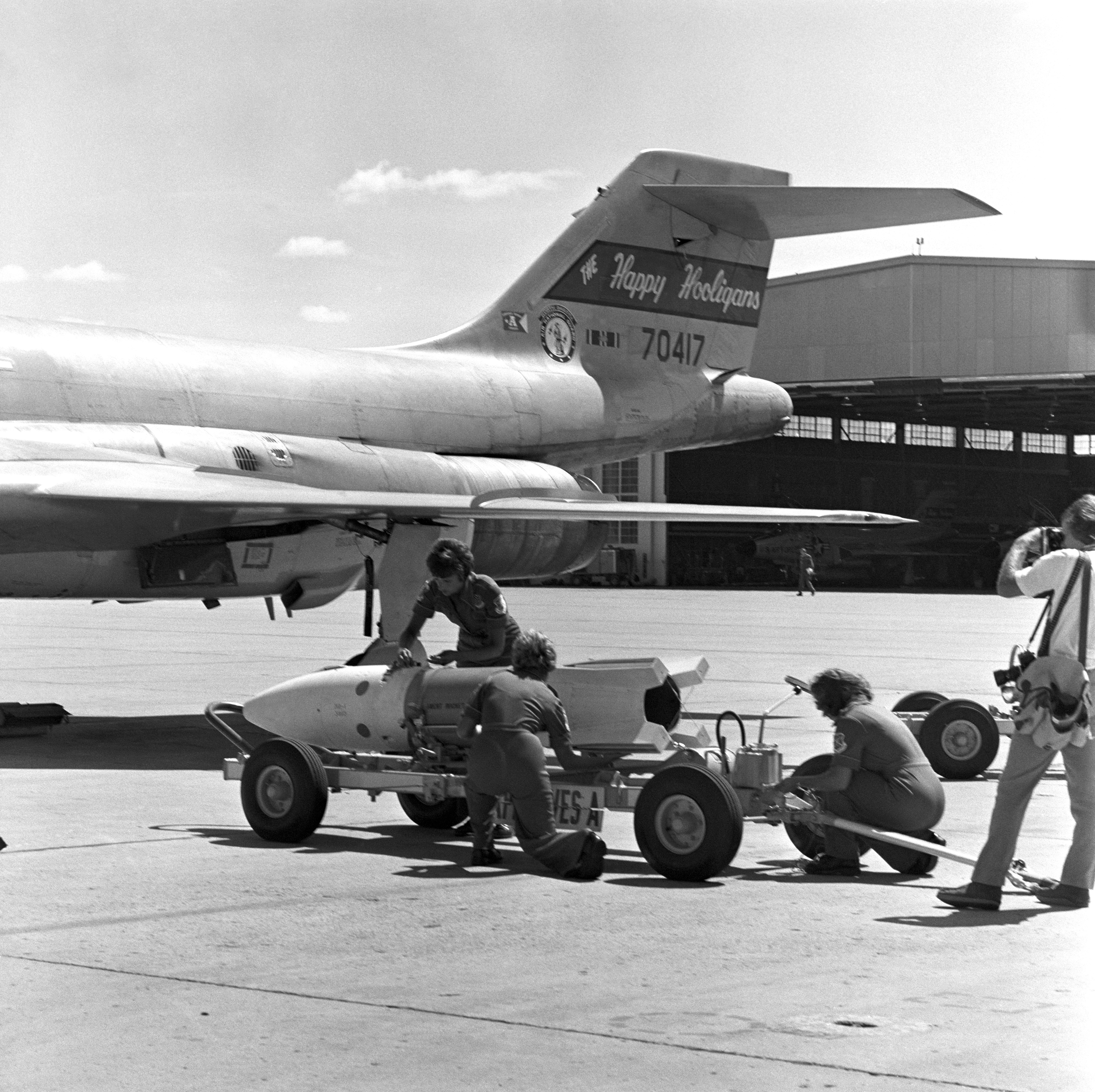
На консоли крыла McDonnell F-101 Voodoo небольшой гребень. 1975 год